# هما روستا
هُما روستا (بالفارسية: هما روستا) (‎ 26 سبتمبر 1946 في طهران – 26 سبتمبر 2015 في كاليفورنيا) صانعة أفلام وممثلة سينمائية ومسرحية إيرانية. وهي زوجة المخرج المسرحي الراحل حميد سمندريان.

## الحياة المهنية
بدأت حياتها المهنية في عام 1971، بعد تخرجها من تخصص المسرح ضمن كلية الفنون المسرحية في بوخارست. كان أدائها الأكثر شهرة في عمل " من الكرخة إلى الراين" (1992) حيث تم ترشيحها لفئة أفضل ممثلة ضمن جائزة كريستال سيمرغ في مهرجان فجر السينمائي.

## الوفاة
توفيت بسبب السرطان في 26 سبتمبر 2015 في مستشفى في لوس أنجلوس، كاليفورنيا، الولايات المتحدة. ثم تم نقل جثمانها إلى إيران ودُفن في مقبرة بهشت زهرا إلى جوار قبر زوجها.

## روابط خارجية
- هما روستا على موقع IMDb (الإنجليزية)
- هما روستا على موقع قاعدة بيانات الفيلم (الإنجليزية)